# Медаль Макаренко

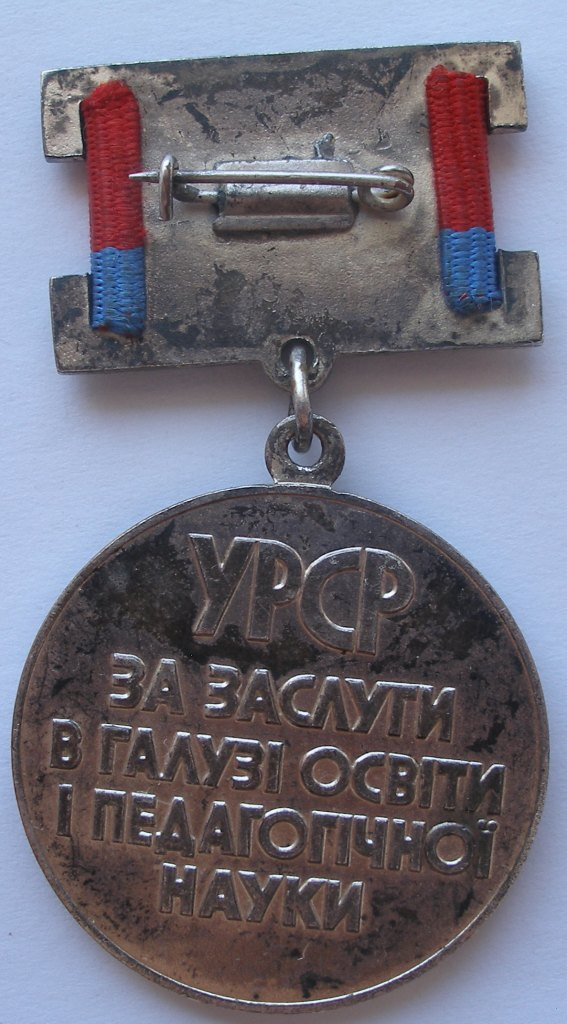
Медаль Макаренко. Реверс

Медаль А. С. Макаренко (укр. Медаль А. С. Макаренка) — медаль УССР, учреждённая постановлением Совета Министров УССР от 11 сентября 1964 года.

## Правила награждения
Категории награждаемых: учителя, воспитатели, старшие пионервожатые, руководители школ, педагогические работники внешкольных и дошкольных учреждений, органов народного просвещения, работники педагогических наук, достигшие выдающихся успехов в обучении и воспитании подрастающего поколения, в развитии народного просвещения, теории и истории педагогики, психологии, совершенствовании методов обучения, за создание высококачественных учебников и пособий для школ, средних и высших учебных заведений награждались нагрудной медалью А. С. Макаренко, учреждённой постановлением Совета Министров УССР от 11 сентября 1964 года. Награждение производилось по представлению областных исполкомов, Киевского и Севастопольского городских советов депутатов трудящихся.

## Характеристика
Медаль А. С. Макаренко имела форму круга диаметром 27 мм. На лицевой стороне медали — рельефное бюстовое изображение советского педагога и писателя Антона Макаренко. В нижней части надпись: «А. С. Макаренко». На оборотной стороне, сверху надпись «УССР», по центру, в четыре строки — «ЗА ЗАСЛУГИ / В ОБЛАСТИ ОБРАЗОВАНИЯ/ И ПЕДАГОГИЧЕСКОЙ / НАУКИ». Надписи на украинском языке, буквы выпуклые. При помощи ушка и кольца медаль присоединена к прямоугольной колодке, обтянутой двухцветной муаровой лентой цветов флага УССР, длиной 20 мм, шириной 12 мм (8 мм вверху — красного цвета, 4 мм внизу — лазурного). Медаль и колодка изготовлялись из нейзильбера.

## Медали в России и Украине
В России
С 2003 года редакцией журнала «Народное образование» и Международной Макаренковской ассоциацией учреждена медаль А. С. Макаренко в номинациях «За педагогическую доблесть» и «За вклад в развитие педагогики дела».
Первым награждённым удостоился стать старейший, живший тогда, российский воспитанник А. С. Макаренко по коммуне имени Дзержинского Иван Демьянович Токарев.
На Украине
В 2005 году учреждена медаль А. С. Макаренко, которую вручает Министерство образования и науки Украины.